# 5 Brygada Artylerii Ciężkiej
5 Pomorska Brygada Artylerii Ciężkiej (5 BAC) – związek taktyczny artylerii ciężkiej ludowego Wojska Polskiego.

## Formowanie i zmiany organizacyjne
Brygada została sformowana w Zaciszu pod Kiwercami na podstawie rozkazu nr 05 dowódcy 1 Armii Polskiej w ZSRR z 7 maja 1944 roku na bazie 5 pułku artylerii ciężkiej. Po zakończeniu działań wojennych brygada pełniła służbę okupacyjną na terenie Niemiec. W lipcu 1945 wróciła do kraju i została rozlokowana w Poznaniu.
We wrześniu 1945 roku brygada została rozformowana. Na jej bazie został utworzony 80 pułk artylerii ciężkiej, a jeden z jej dywizjonów posłużył do sformowania 82 pułku artylerii ciężkiej.
30 września 1967 roku 31 Brygada Artylerii Armat przejęła dziedzictwo tradycji 5 Brygady Artylerii Ciężkiej i została przemianowana na 5 Pomorską Brygadę Artylerii Armat.

## Struktura organizacyjna
Dowództwo i sztab
- bateria dowodzenia
- 3 × dywizjon artylerii ciężkiej
  - 3 × bateria artylerii ciężkiej
- park artyleryjski (plutony: dowodzenia, parkowy i materiałów pędnych i smarów)
- kwatermistrzostwo (pluton gospodarczy)

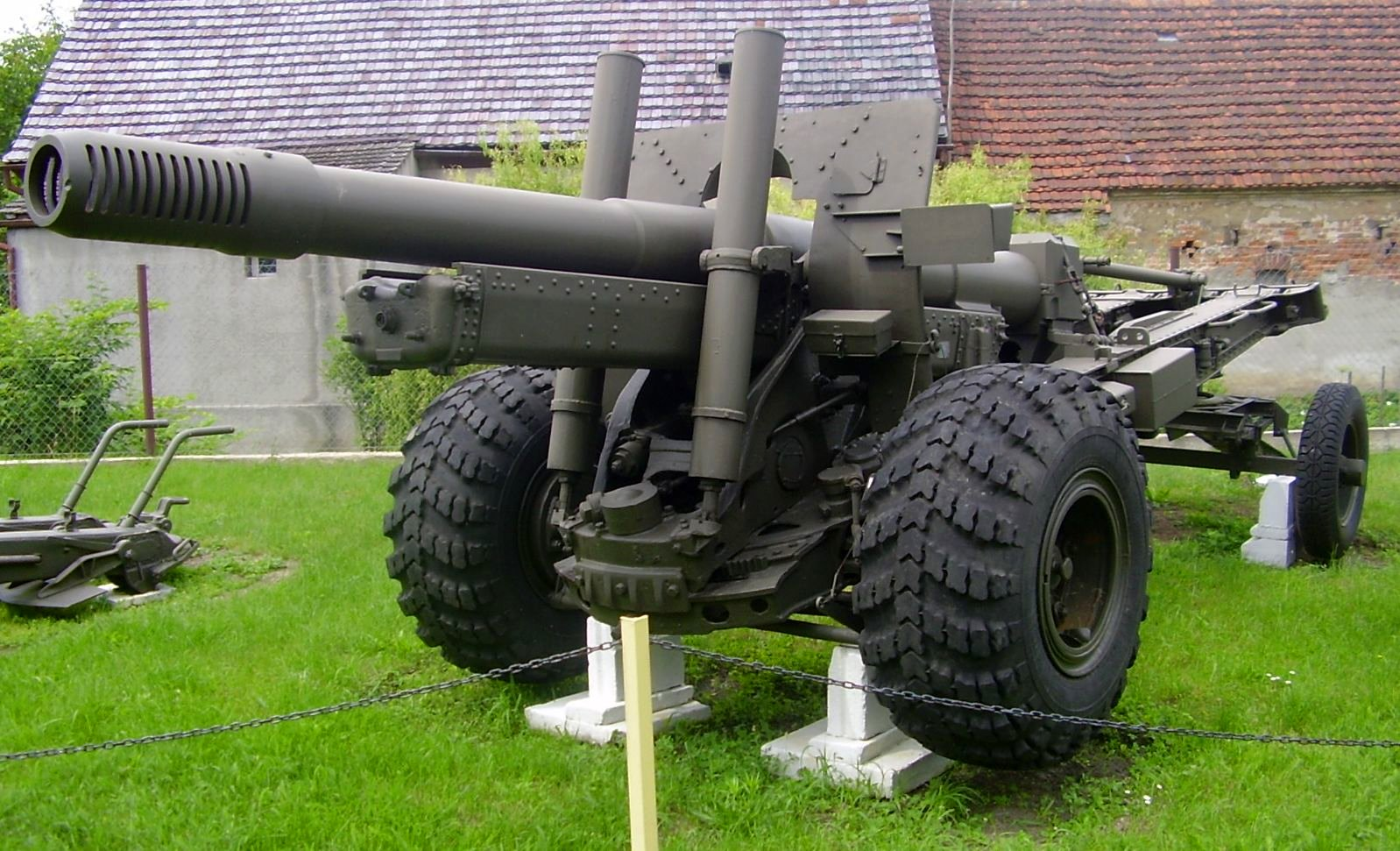
152 mm haubicoarmata wz. 1937 (MŁ-20)

Stan etatowy brygady liczył 1129 żołnierzy, w tym 116 oficerów, 308 podoficerów i 705 kanonierów.

### Dowódcy brygady
- płk Artur Hulej
- gen. bryg. Włodzimierz Kierp

Dowódca 1 dywizjonu:
- mjr Franciszek Juchniewicz[6]

Dowódca 2 dywizjonu:
- kpt. Bronisław Rakowski
- mjr Jan Sołowiow

Dowódca 3 dywizjonu:
- mjr Julian Pawłowski

Oficerowie:
- Janusz Przymanowski

## Podstawowy sprzęt brygady
Na uzbrojeniu i wyposażeniu brygady znajdowały się:
- 152 mm haubico-armata – 36
- rusznice przeciwpancerne – 36
- karabiny maszynowe – 18
- samochody – 102
- ciągniki – 45

## Sztandar brygady

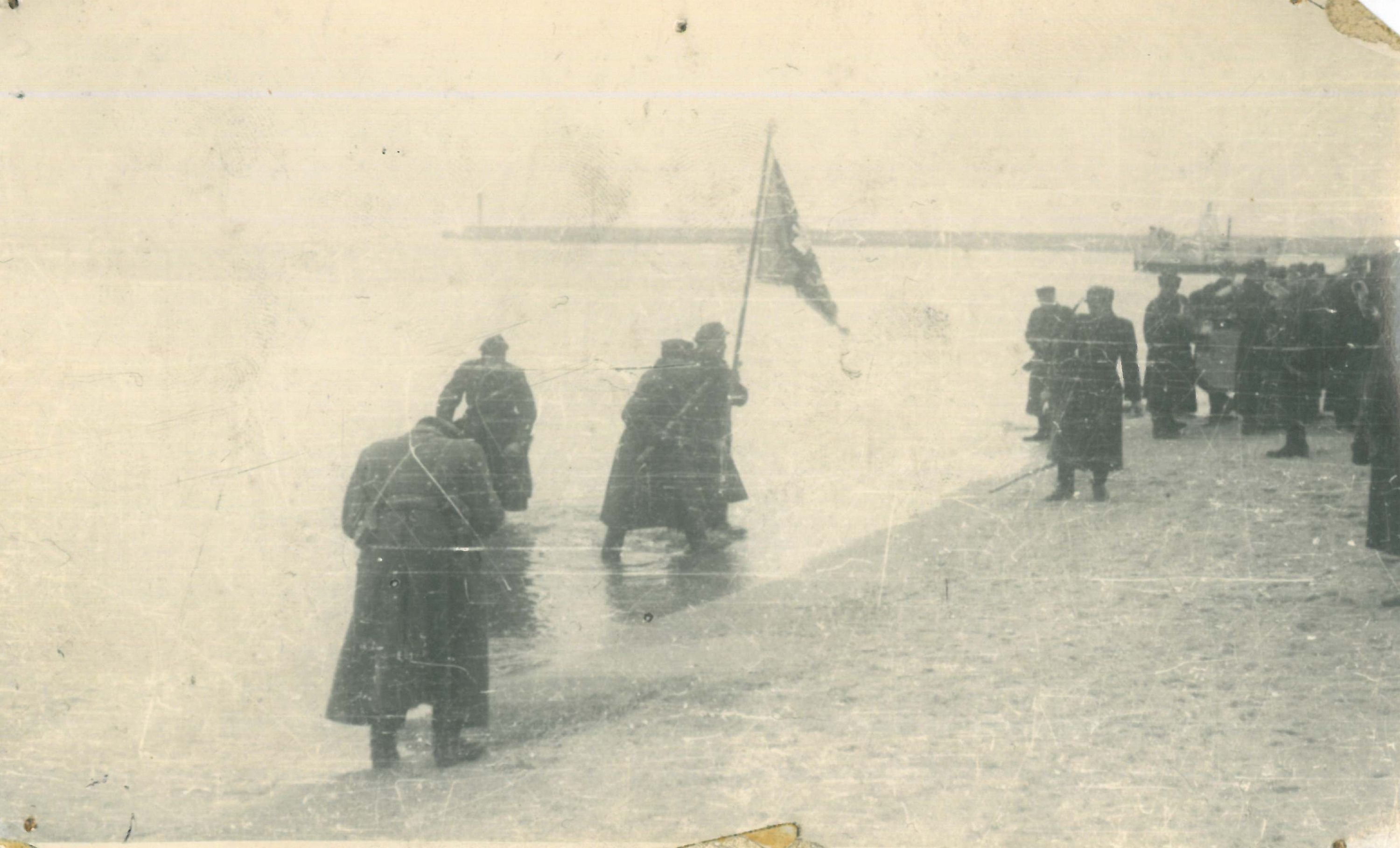
Żołnierze 5 Brygady Artylerii Ciężkiej brali udział w kołobrzeskich zaślubinach z morzem

Sztandar ufundowany przez mieszkańców Wawra i wykonany przez miejscowe siostry felicjanki wręczono brygadzie 29 listopada 1944 roku.
Opis sztandru:

Płat o wymiarach 92 × 92 cm, obszyty z trzech stron żółtą frędzlą, przymocowany do drzewca za pomocą sześciu kółek i stalowego pręta. Drzewce z jasnego politurowanego drewna skręcane z dwóch części za pomocą stalowych okuć. Głowica w formie ażurowego liścia, wewnątrz którego podwójnie złożony orzeł tego samego typu co noszony na czapce w 1 Dywizji Piechoty.
Strona główna:

Na czerwonym tle haftowany białą nicią orzeł. Pod orłem haftowane skrzyżowane lufy armatnie. Wokół orła żółtą nicią haftowane napisy: „HONOR I OJCZYZNA”, „5-ta BRYGADA ARTYLERII CIĘŻKIEJ”. W rogach ponad gałązkami dębu i lauru, haftowanymi nićmi zielono-złotymi, haftowane żółtą nicią napisy i daty: „WAKINO 21.X.43”; „SMOLEŃSK 12.X.43”; „DOLSK 12.VI.44”; „PRAGA 14.IX.1944”.
Strona odwrotna:

Na białym tle, pośrodku, haftowany i malowany kolorowo wizerunek św. Barbary. Wokół wizerunku napis haftowany żółtą nicią: „ŚWIĘTA BARBARO PROWADŹ NAS DO ZWYCIĘSTWA”.